# Frederick Benteen

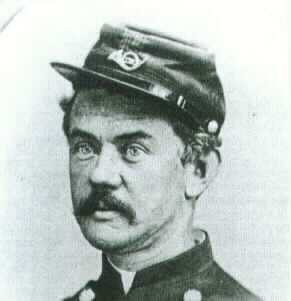
Frederick Benteen

Frederick William Benteen (Petersburg, 24 augustus 1834 - Atlanta, 22 juni 1898) was een Amerikaans majoor die voor het eerst vocht tijdens de Amerikaanse Burgeroorlog. Hij werd benoemd tot bevelhebber tijdens de indiaanse campagnes en Great Sioux War tegen de Lakota en Northern Cheyenne. Benteen is vooral bekend omdat hij het bevel voerde over een bataljon (compagnies D, H en K) van het 7e Cavalerie tijdens de Slag bij de Little Bighorn eind juni 1876.
Nadat hij het gebied van de linkerflank had verkend zoals hem bevolen was, ontving kapitein Benteen een briefje van zijn meerdere George Armstrong Custer waarin hem werd bevolen om snel de munitiepakketten naar boven te brengen en zich bij hem aan te sluiten in Custers verrassingsaanval op een groot indiaans kampement. Benteens falen om Custers bevelen direct op te volgen is een van de meest controversiële aspecten van de beroemde veldslag. Het gevecht resulteerde in de dood van Custer en de volledige vernietiging van de vijf compagnies cavaleristen die deel uitmaakten van Custers detachement, maar Benteens bijstand aan majoor Marcus Reno's bataljon kan hen gered hebben van de vernietiging.
Benteen diende vervolgens nog twaalf jaar in de U.S. Cavalerie, waarbij hij zowel werd geëerd door promotie als te schande werd gemaakt door een veroordeling voor dronkenschap door een militair tribunaal. Hij ging in 1888 om gezondheidsredenen met pensioen en leefde nog tien jaar tot zijn dood door een natuurlijke oorzaak op 63-jarige leeftijd.